# Sochy prehistorických zvířat v Crystal Palace Parku

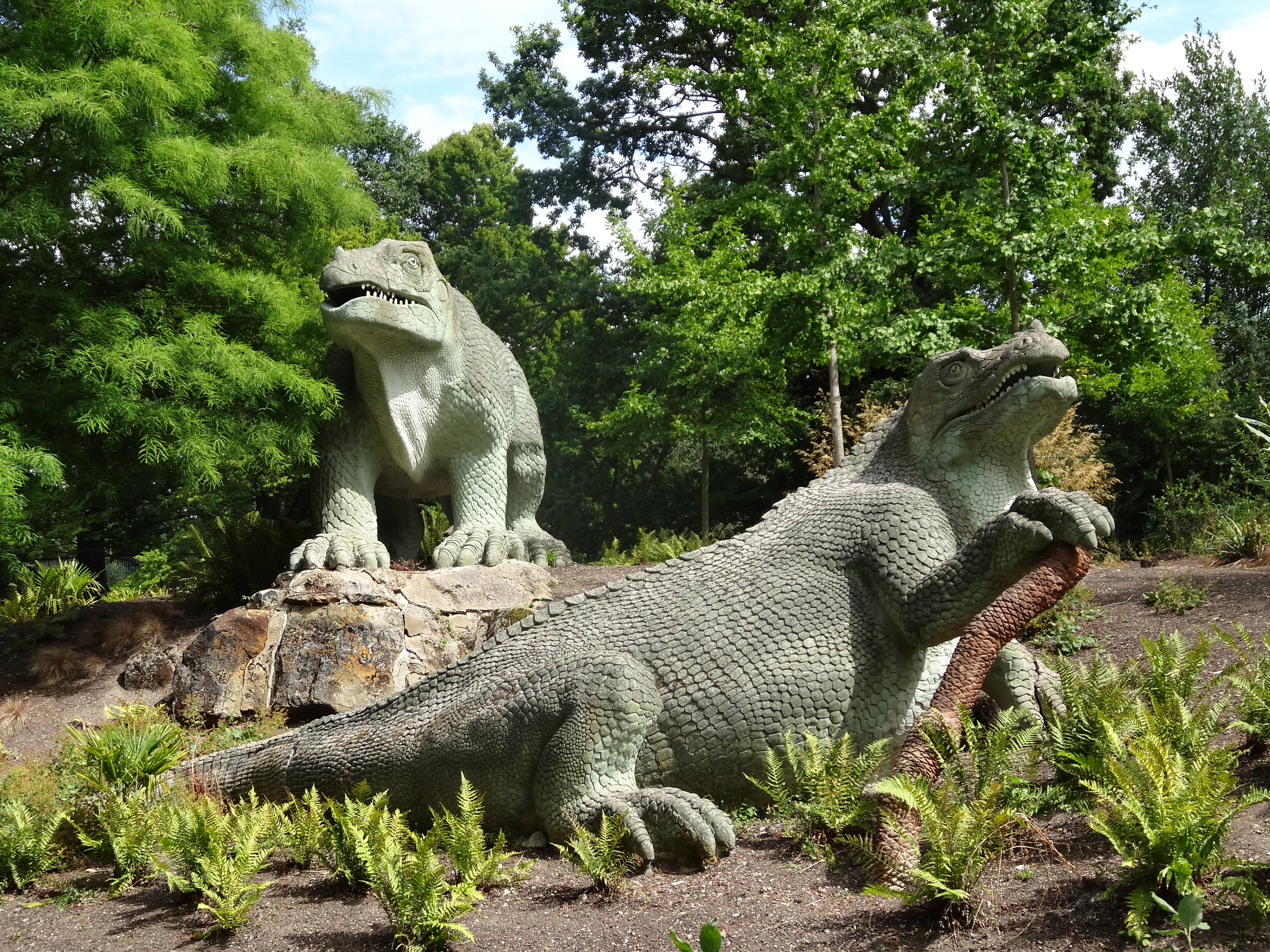
Dvojice iguanodonů

Sochy prehistorických zvířat v Crystal Palace Parku (anglicky známé jako Crystal Palace Dinosaurs, případně Dinosaur Court) je soubor soch dinosaurů a jiných vyhynulých zvířat v parku, kde stával Křišťálový palác v londýnském obvodě Bromley. Jejich vytvořením byl v roce 1852 pověřen sochař a výtvarník Benjamin Waterhouse Hawkins u příležitosti přesunu Křišťálového paláce z původní lokality v Hyde Parku. Nad zakázkou měl vědecký dohled uznávaný paleontolog Richard Owen, takže modely odrážely nejnovější poznatky tehdejší paleontologie. Odhaleny byly v roce 1854 a staly se tak vůbec prvním ztvárněním dinosaurů v životní velikosti na světě. Od roku 1973 jsou sochy památkově chráněny, nejdříve jako „listed building II. stupně“ a po rozsáhlé rekonstrukci v roce 2002 od roku 2007 I. stupně (nejvyšší význam) pod katalogovým názvem Prehistoric animal sculptures, geological formations and lead mine on Islands and on land facing the Lower Lake (Sochy prehistorických zvířat, geologické formace a olověný důl na ostrovech a břehu nádrže Lower Lake).

## Popis soch
Tyto duté sochy z cihel a cementového betonu znázorňují celkem 15 druhů vyhynulých zvířat, pouze 4 z nich jsou dinosauři. Pochází z různých geologických období a zahrnují dicynodony z prvohor (z prvohor navíc pochází model odhalených uhlonosných vápencových souvrství) druhohorní dinosaury, ichtyosaury a plesiosaury a několik savců (například Megatherium nebo Megaloceros giganteus)  z pozdější éry.  Z dnešního pohledu jsou modely velmi nepřesné, důsledkem nesprávné rekonstrukce kosterních pozůstatků. Tím jsou ovšem zajímavé – poskytují pohled do stále mladé moderní paleontologie 19. století. Zvláště proslulé je vyobrazení iguanodona jako neobratného a zavalitého ještěra s bodcem na nose. Dinosauři byli pojmenováni teprve o desetiletí dříve a v té době ještě nebyli správně interpretováni a pochopeni z hlediska anatomie, fyziologie a evolučního významu.

## Galerie

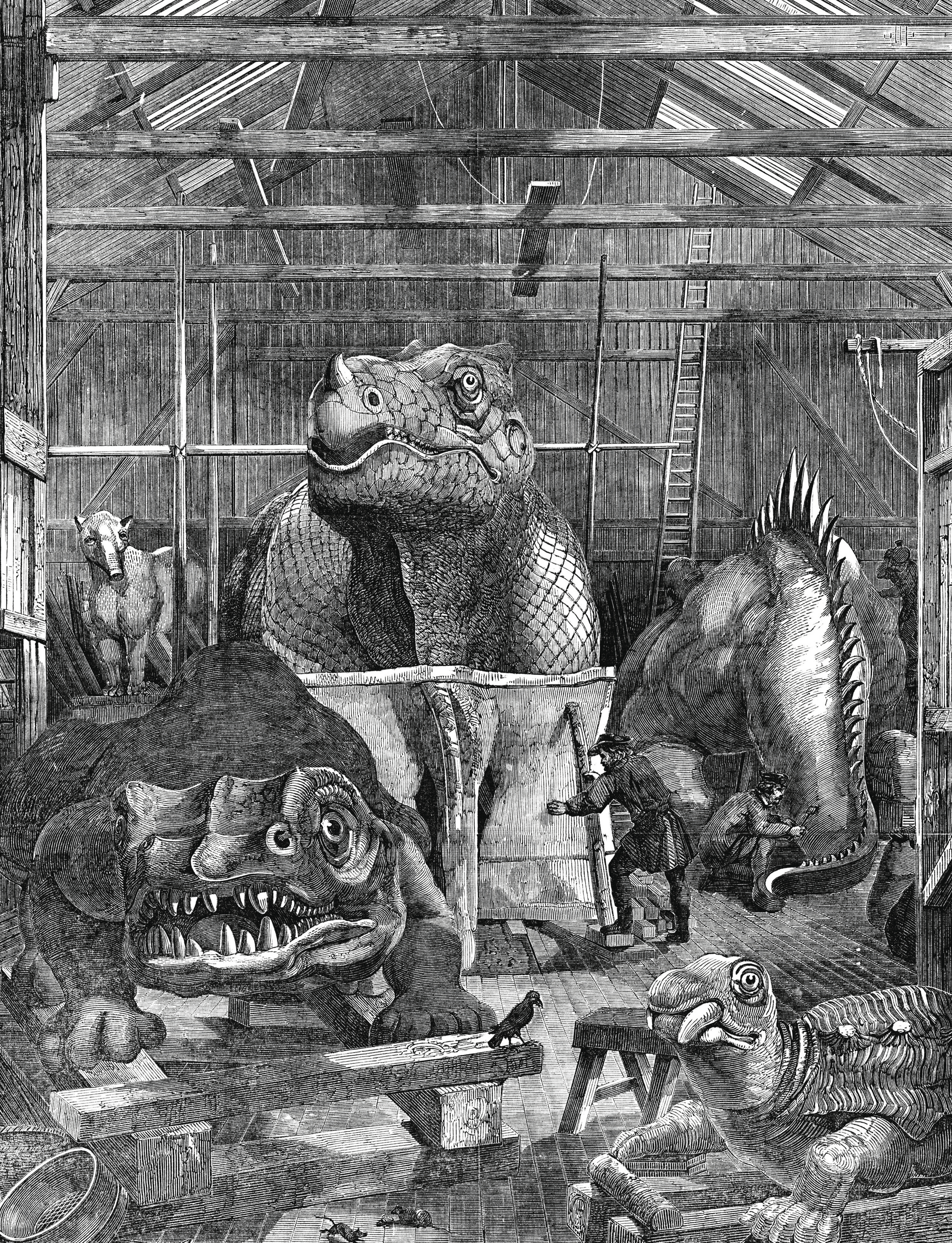
Benjamin Waterhouse Hawkins při práci ve svém studiu v roce 1853
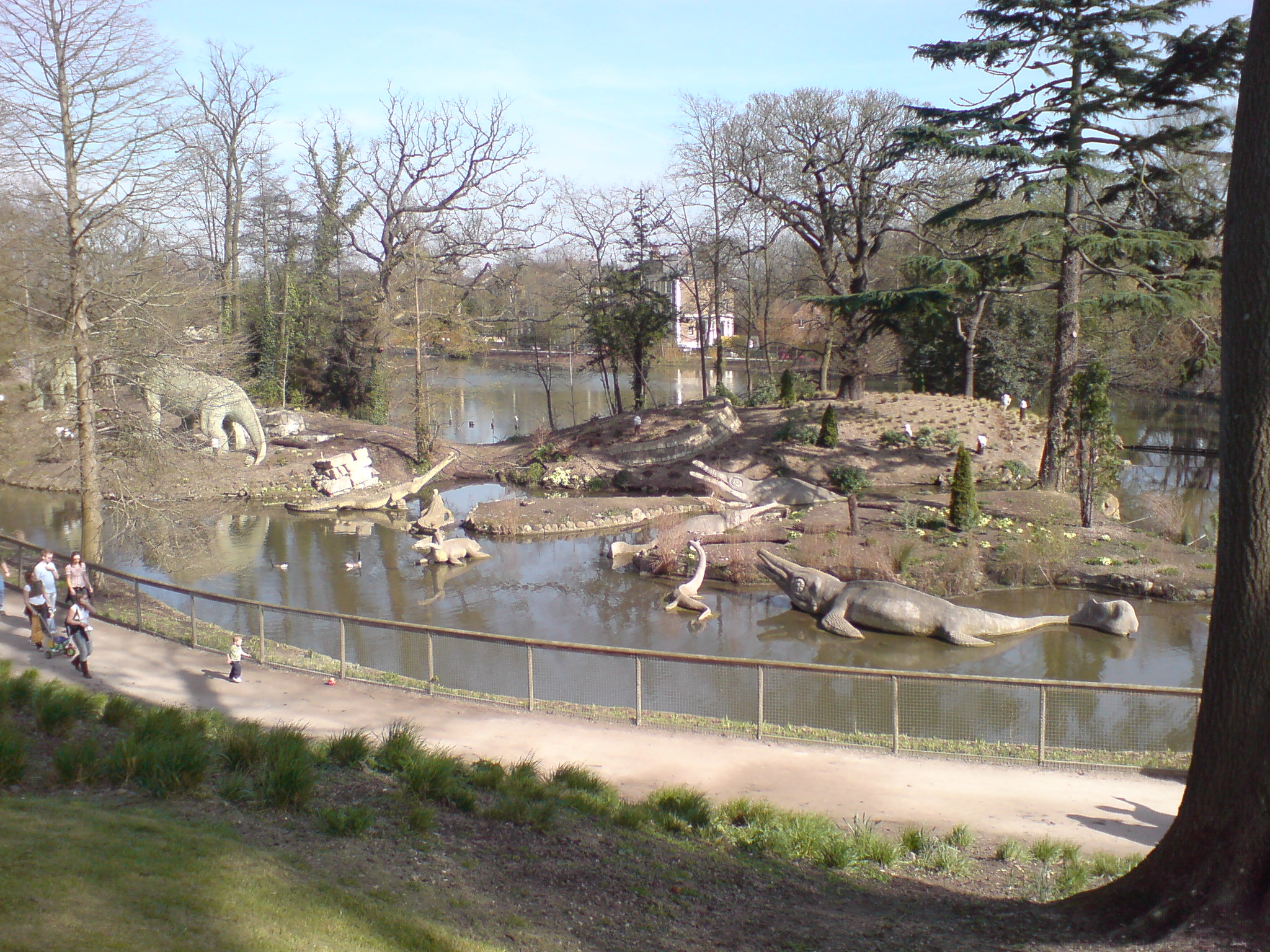
Pohled na ostrov s modely druhohorních plazů
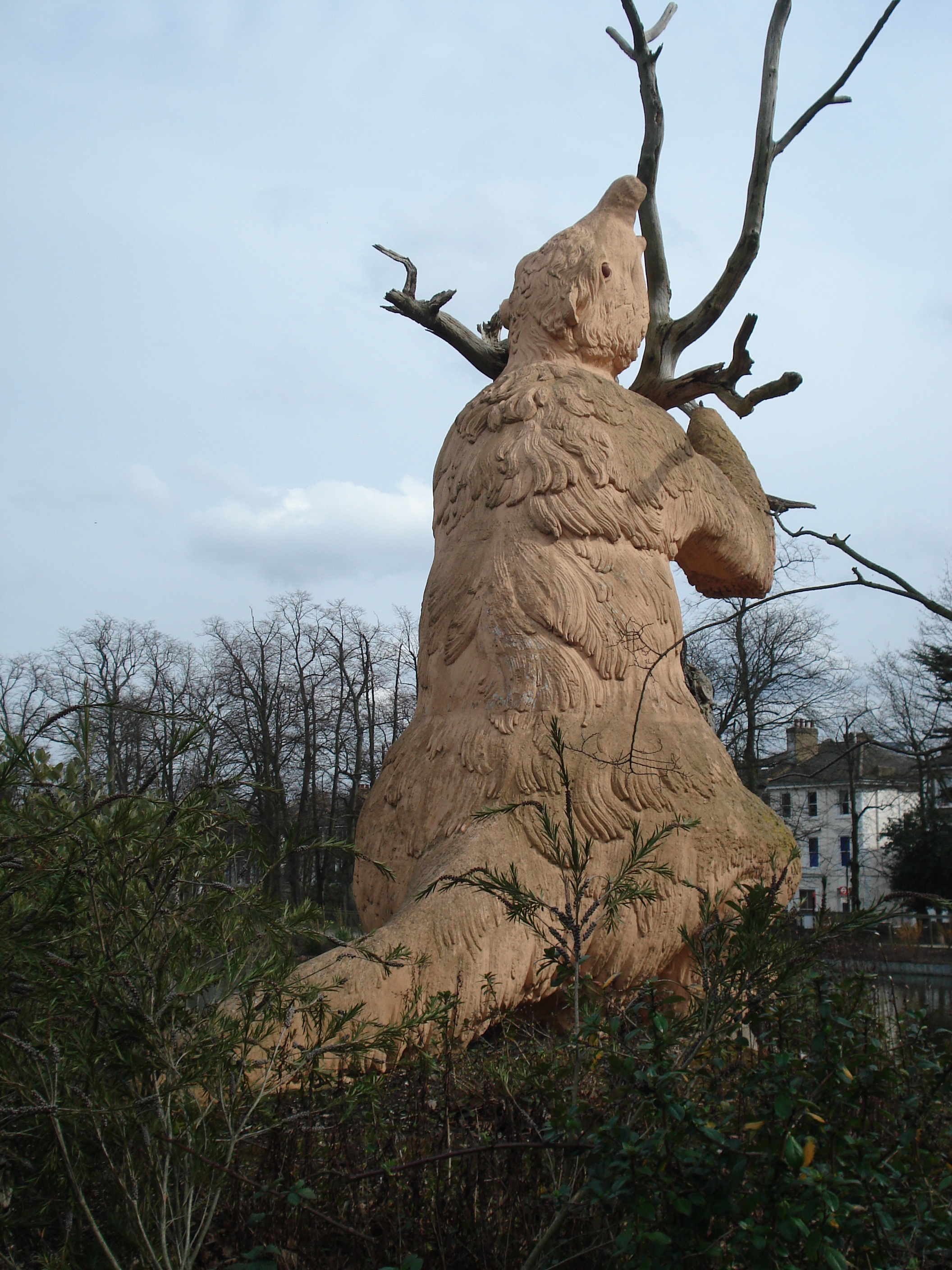
Socha megatheria objímající původně živý strom
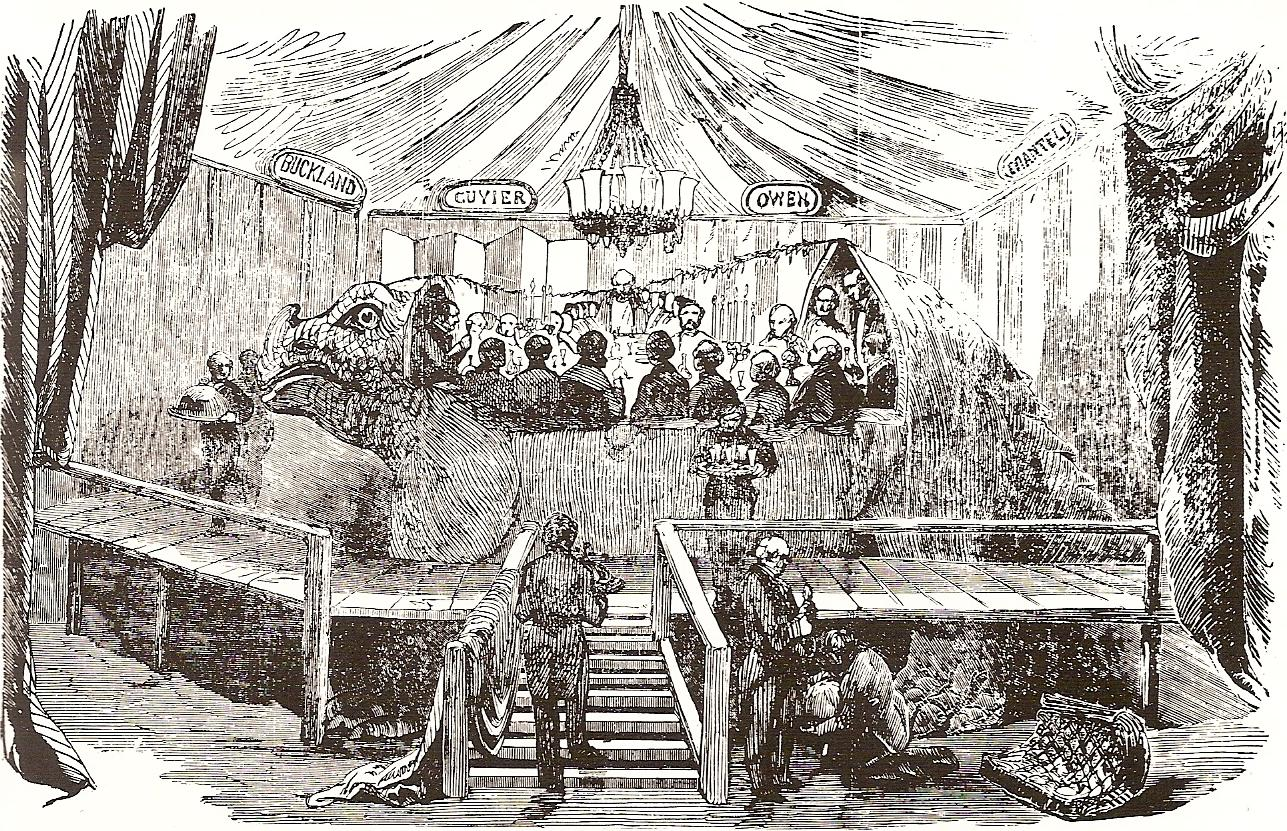
Novoroční banket paleontologů uvnitř formy pro model iguanodona